# Proba vittiscutis
Proba vittiscutis är en insektsart som först beskrevs av Carl Stål 1860.  Proba vittiscutis ingår i släktet Proba och familjen ängsskinnbaggar. Inga underarter finns listade i Catalogue of Life.